# Аденозинмонофосфат
Аденозинмонофосфа́т, адені́лова кислота́ або аденози́н-монофо́сфорна кислота́ також відомий як 5'-адені́лова кислота́ і, скорочено, АМФ — нуклеотид, що в полімеризованому стані входить у склад РНК. Це етер фосфатної кислоти з нуклеозидом аденозином. АМФ складається з фосфатної групи, пентозного цукру — рибози й азотистої основи — аденіну. 
Найважливіша похідна — Аденозинтрифосфат.